# Proterebia zyxuta
Proterebia zyxuta är en fjärilsart som beskrevs av Hans Fruhstorfer 1918. Proterebia zyxuta ingår i släktet Proterebia och familjen praktfjärilar. Inga underarter finns listade i Catalogue of Life.